# Minanapis menglunensis
Espèce
Minanapis menglunensis est une espèce d'araignées aranéomorphes de la famille des Anapidae.

## Distribution
Cette espèce est endémique du Yunnan en Chine,. Elle se rencontre dans le xian de Mengla.

## Description
Le mâle holotype mesure 0,69 mm et la femelle paratype 0,75 mm.

## Étymologie
Son nom d'espèce, composé de menglun et du suffixe latin -ensis, « qui vit dans, qui habite », lui a été donné en référence au lieu de sa découverte, Menglun.

## Publication originale
- Lin & Li, 2012 : Three new spider species of Anapidae (Araneae) from China. Journal of Arachnology, vol. 40, no 2, p. 159-166 (texte intégral).